# 雷德萊昂 (新澤西州伯靈頓縣)
雷德萊昂（英語：Red Lion）是位於美國新澤西州伯靈頓縣的非建制地區。

## 歷史
雷德萊昂的郵局於1877年設立，其後於1900年停運。

## 地理
雷德萊昂所處的海拔為高於海平面19米（即62英呎），而該地所採用的時區為UTC-5，即北美东部时区（EST）。同時該地設有夏令時間，為UTC-5調快一小時，即UTC-4（EDT）。